# Strojinci (obwód winnicki)

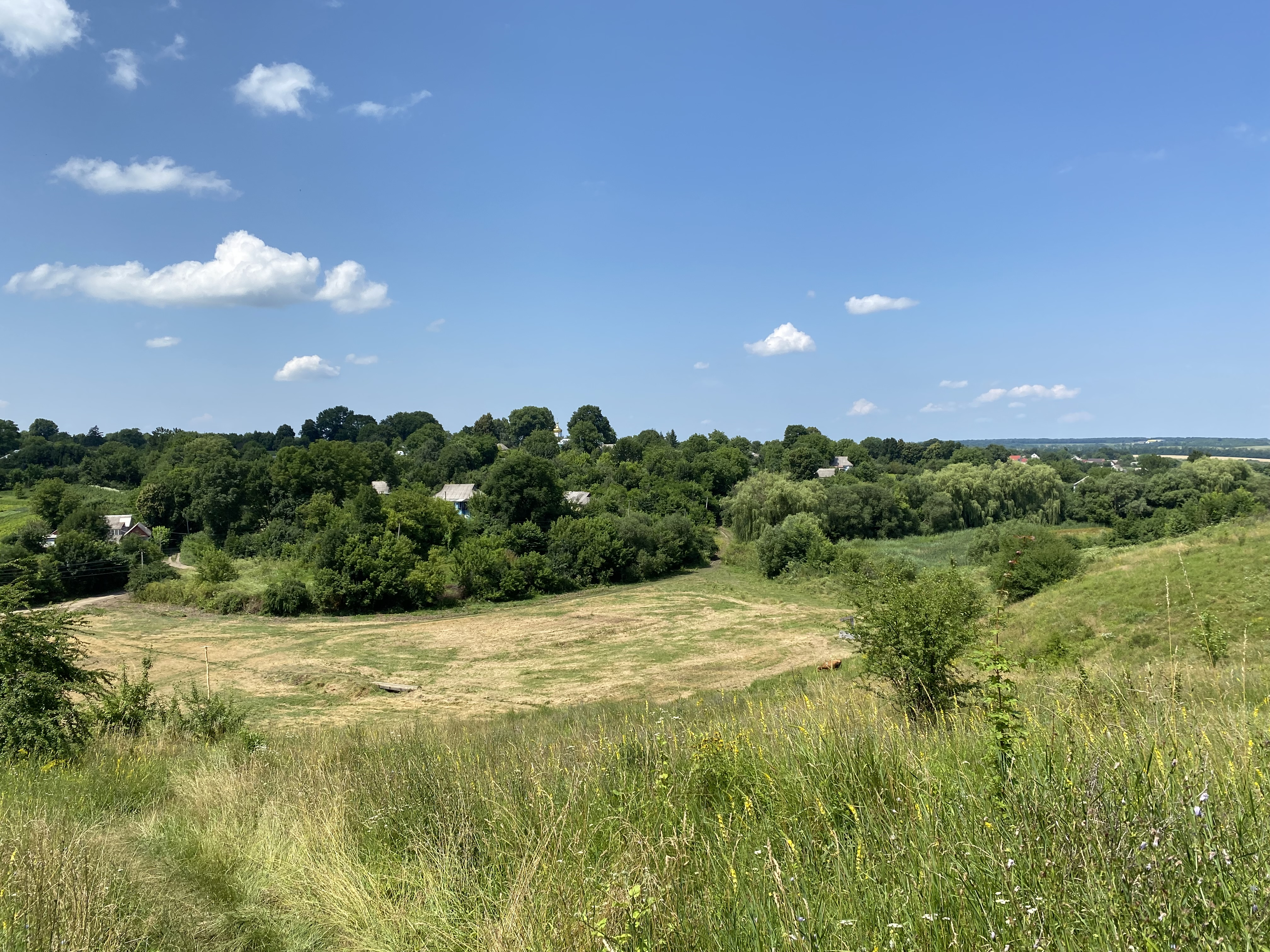
Panorama wsi z poziomu ulicy Stepowej

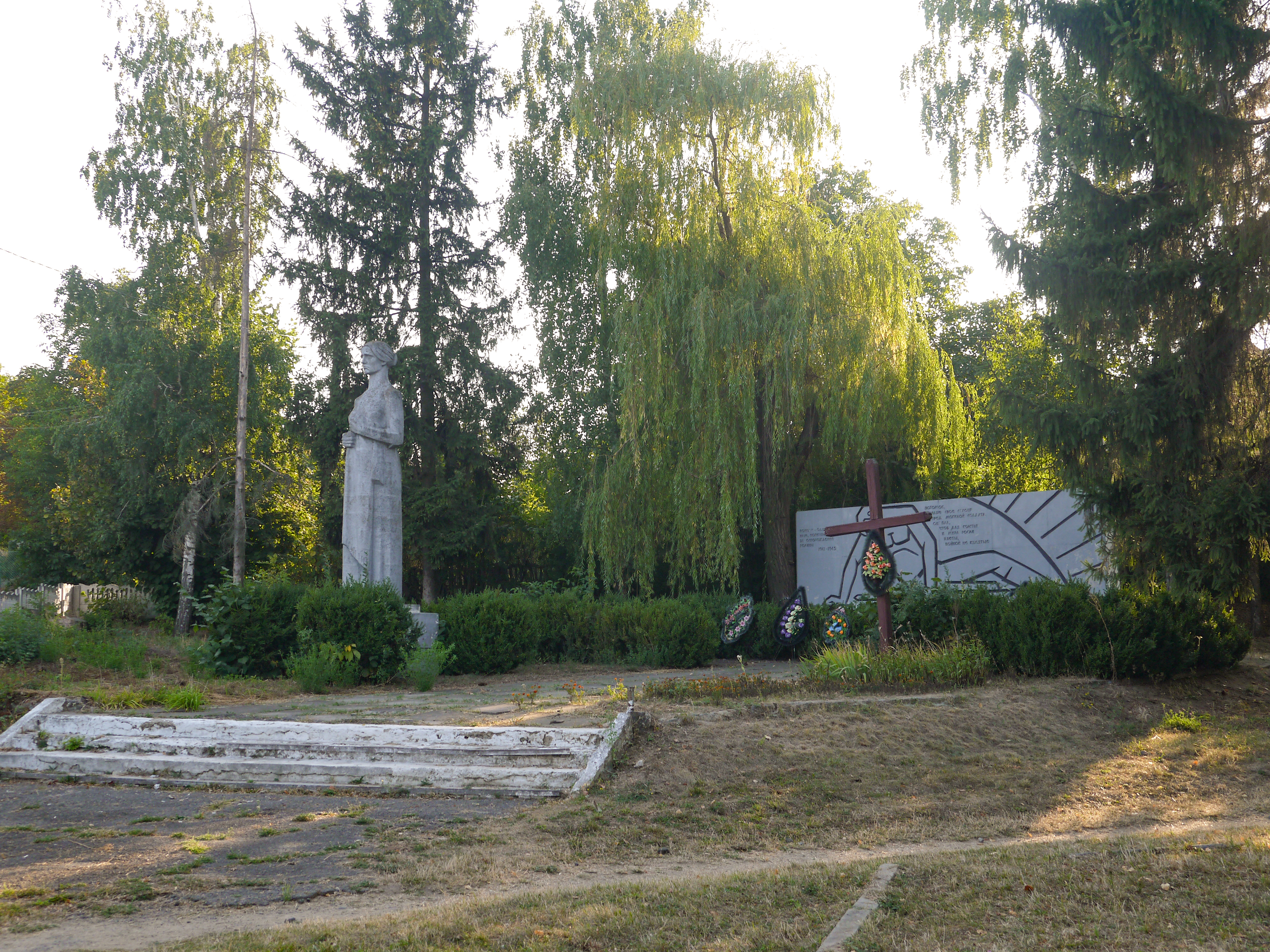
Pomnik 120 żołnierzy radzieckich pochodzących z miejscowości

Strojinci (ukr. Строїнці, hist. pol. Stroińce)– wieś na Ukrainie, w obwodzie winnickim, w rejonie winnickim, w hromadzie tywriwskiej.

## Populacja
We wsi mieszka obecnie 1631 osób. Pod koniec XIX wieku Strojinci były zamieszkane przez 582 osoby.

## Historia
Strojinci według oficjalnych danych zostały założone w 1300 roku, jednak mieszkańcy utrzymują, że wieś jest starsza i powstała w 1263 r., czyli równo 100 lat przed założeniem Winnicy.
Pierwotna nazwa wsi to Wesełyj Jarok (ukr. Веселий Ярок, tłum. Wesoły Jarek). W XVIII wieku w pobliżu wsi osiedlili się przesiedleńcy Dzygówki, którzy założyli wioskę Czepeliwkę. Po przyłączeniu Czepeliwki do Wesełygo Jarka, zmieniono nazwę wsi na Strojinci, która odnosi się do budowania (ukr. строїти, strojity) nowych zabudowań przez wygnańców. W 1744 roku wieś, wraz z innymi dobrami tywrowskimi, miał w posiadaniu Zachariasz Jaroszyński.
W 1763 roku w Strojincach została zbudowana drewniana prawosławna cerkiew, która w czasach radzieckich była przekształcona w magazyn, a następnie miejscowe kino. W latach 80. w ramach pieriestrojki, ponownie otworzono świątynię na potrzeby prawosławnej wspólnoty.
W wyniku rozbiorów Strojinci weszły w skład gminy pieńkowskiej, powiatu jampolskiego guberni podolskiej.
Podobnie jak cały rejon tywriwski, wieś silnie dotknęły sowieckie represje i głód.
W lipcu 1941 roku do wsi wkroczyły wojska niemieckie, które szybko przekazały władzę nad regionem okupacyjnej władzy rumuńskiej. Miejscowi Żydzi trafili w tym czasie do getta, w pobliskim Krasnem. Wieś, wraz z całym rejonem tywriwskim, została wyzwolona i ponownie weszła w skład USRR w marcu 1944 roku.
Na frontach II wojny światowej zginęło 120 mieszkańców Strojiniec, pamięci których miejscowa ludność postawiła memoriał.

## Współczesność
Strojinci są największą wsią hromady tywriwskiej. Od czasów radzieckich, we wsi funkcjonują dwie biblioteki, dom kultury, przychodnia lekarska. Dzięki wysiłkom pasjonatów, we wsi na początku XXI wieku, w wydzielonej części budynku szkoły średniej, powstało muzeum, które gromadzi artefakty i wspomnienia związane z historią wsi.

### Ogród dendrologiczny
W 2010 roku został tu otwarty ogród dendrologiczny, który obfity jest w rośliny wpisane do Czerwonej Księgi Ukrainy.

### Parafia rzymsko-katolicka
24 grudnia 1992 roku powstała tu rzymsko-katolicka parafia pw. Najświętszego Serca Pana Jezusa, która w większości składa się z osób polskiego pochodzenia. Wtedy też pojawił się pomysł wybudowania murowanego kościoła, który miałby powstać w centralnej części wsi. Kościół zbudowano przede wszystkim dzięki zaangażowaniu finansowemu parafian i miejscowych sponsorów. Ostatecznie został konsekrowany 6 czerwca 2015 roku przez ks. bp. Leona Dubrawskiego.
Do parafii należą wsie: Strojinci, Iskriwka, Krasnianka.